# Végtelen

A végtelen jele különböző betűtípusokkal

A végtelen kifejezés több elkülöníthető, a teológiában, filozófiában és a matematikában előforduló fogalomra utal. Hétköznapi használata sokszor nincs összhangban a technikai jelentésével. A végtelen szó határtalan, vég nélküli, megszámlálhatatlan mennyiséget jelöl. Egyes elképzelések szerint önmagába tér vissza, míg mások szerint beláthatatlan, felfoghatatlan véges agyunkkal. Nyelvtanilag főnévként, határozószóként és melléknévként is használatban van jelentéstartalomtól függően.

## A végtelen rövid leírása a tudományágakban
- A teológiában – például Duns Scotus írásaiban – Isten végtelen[2] természete képességeinek határtalanságára utal, nem mennyiségbeli végtelenségre.
- A filozófiában többször alkalmazzák a fogalmat a térre vagy az időre vonatkoztatva, például Kant az első antinómiájában. Hegel a dialektikus rendszerében[3] foglalkozott a véges és végtelen ellentétpárral. A végtelennel foglalkoznak a végső,[4] az abszolút és a Zénón paradoxonjai cikkek. A modern orvostudomány szembesül a filozófiából is ismert problémával: végtelen kicsiny – tulajdonképpen a sejtszintű gyógyítás szintjén van gyakorlati jelentősége ennek. Hasonló a helyzet a modern fizikán belül a kvantummechanikával. A modern csillagászat a végtelen nagy fogalmával szembesül, gondoljunk a felfoghatatlan távolságban lévő bolygókra.
- A matematika a végtelen fogalmának szigorú kezelésére több megoldást használ, jelölésre a fekvő nyolcast (∞) használja. A fekvő nyolcas jel hasonlít a Möbius-szalagra, de használata régebbi annál.[5] A függvénytanban a végtelen számnak tekintése helyett a határértéket használják a minden korláton túl növekvő mennyiségekre. Egyes matematikai elméletekben a valós számokat kiegészítették végtelen elemekkel, és az így kapott halmazon újraértelmezték a műveleteket. A geometriában sokszor szemléletes egy végtelen távoli pontot elképzelni, például a parabolát egy ellipszisnek tekinteni, amelynek egyik fókuszpontja végtelen távol van. A végtelen távoli (ideális) pontok szigorú kezelése adja a projektív geometriát.

A matematikai halmazelmélet a végtelennek többféle fogalmát különbözteti meg, amelyeket nagyság szerinti sorba tud állítani. A legkisebb végtelen (pontosabban végtelen számosság) a megszámlálható végtelen, az ennél nagyobbakat megszámlálhatatlannak nevezik. A megszámlálható végtelen az, aminek meg tudjuk számolni az elemeit, azaz minden eleméhez tudunk mondani egy pozitív egész számot, úgy, hogy minden számot csak egyszer használunk fel. Nem tudjuk azonban megszámolni a valós számokat, az egészekből álló sorozatokat, vagy a valós számokat valós számokba képző függvényeket.

## Forrás
- Új magyar lexikon VI. (S–Z). Szerk. Berei Andor és 11 tagú szerk.bizottsága. Budapest: Akadémiai. 1962. 631. oldal
- Végtelen fogalma arcanum